# Matthieu Chalmé
Matthieu Chalmé, né le 7 octobre 1980 à Bruges (Gironde), est un footballeur français de la fin des années 1990 au milieu des années 2010, reconverti entraîneur. Il occupe actuellement le poste d'entraîneur adjoint du FC Annecy.

## Biographie

### Carrière de joueur
Formé aux Girondins de Bordeaux à partir de 1997 (champion de France des moins de 17 ans en 1998), il va faire ses armes dans le championnat de France amateurs en 2000 en rejoignant l'équipe voisine des Pingouins de Libourne-Saint-Seurin. Il signe un contrat avec le club de Lille en 2002 sous la direction de Claude Puel. Défenseur rugueux et endurant, il est l'une des révélations de cette équipe avec laquelle il joue deux Ligues des champions.
Le 3 juillet 2007, il rejoint son club formateur des Girondins de Bordeaux pour un contrat de quatre ans. Il s'impose très vite comme le latéral droit titulaire, reléguant sur le banc David Jemmali.
Au sortir d'une superbe année 2009, où il contribue au titre de champion de France, Chalmé baisse de niveau en 2010.
En janvier 2013, il est prêté pour le reste de la saison à l'AC Ajaccio.
Il dispute dans sa carrière de joueur 453 matchs et marque dix buts, dont quatre en Ligue 1.

### Carrière d'entraîneur
Le 14 mars 2016, il devient l'entraîneur adjoint d'Ulrich Ramé, qui remplace Willy Sagnol à la tête des Girondins de Bordeaux, jusqu'à la fin de la saison. 
Le 12 octobre 2017, Chalmé est nommé entraîneur de la réserve bordelaise, sa première fonction à ce poste. Il occupe encore le poste d'adjoint de l'équipe principale jusqu'en janvier 2018, et continue de diriger la réserve jusqu'à la fin de la saison 2018-2019. Pour la saison suivante, Chalmé passe au poste d'adjoint de l'équipe B, maintenant sous les ordres d'Emmanuel Giudicelli.
Nommé entraîneur des moins de 19 ans pour la saison 2020-2021, Chalmé reprend ensuite la tête de la réserve bordelaise en juillet 2021 pour la seconde fois. Après une saison avec l'équipe B, il reprend les rênes des moins de 19 ans. Il fait partie de la promotion 2022-2023 ayant obtenu le Brevet d'entraîneur professionnel de football en mai 2023. À l'été 2023, il décide de quitter ses fonctions et son club en critiquant son ancienne direction : « La formation est mise à l’écart depuis la vente du club ».
Chalmé s'engage comme entraîneur adjoint au FC Annecy le 1er juillet 2023, épaulant Laurent Guyot.

## Palmarès
- FC Girondins de Bordeaux
  - Championnat de France de football (1) :
    - Champion : 2009

  - Coupe de la Ligue (1) : 
    - Vainqueur : 2009
    - Finaliste : 2010

  - Trophée des champions (2) :
    - Vainqueur : 2008, 2009

## Statistiques
Concernant les passes décisives, quand les données ne sont pas connues, un trait « - » est utilisé. Les statistiques de la saison 2000-2001 ne sont pas connues, et un trait est également utilisé à la place des chiffres. À partir de la saison 2007-2008 de Ligue 1, un classement officiel des passeurs apparaît et les données de passes décisives depuis cette saison sur le tableau s’appuient sur le site officiel du championnat. Le site de statistiques Footballdatabase attribue respectivement 18 et 19 matchs de Ligue 1 lors des saisons 2002-2003 et 2003-2004 alors que le site officiel de la Ligue 1 attribue 20 matchs à chacune de ces saisons. C'est ces derniers chiffres qui sont retenus pour ce tableau.
| Saison                | Club                       | Championnat           | Championnat | Championnat | Championnat | Coupe nationale | Coupe nationale | Coupe nationale | Coupe de la Ligue | Coupe de la Ligue | Coupe de la Ligue | Supercoupe | Supercoupe | Supercoupe | Compétition(s) continentale(s) | Compétition(s) continentale(s) | Compétition(s) continentale(s) | Compétition(s) continentale(s) | Total | Total | Total |
| Saison                | Club                       | Division              | M.          | B.          | P.d.        | M.              | B.              | P.d.            | M.                | B.                | P.d.              | M.         | B.         | P.d.       | Comp.                          | M.                             | B.                             | P.d.                           | M.    | B.    | P.d.  |
| 1998-1999             | Girondins de Bordeaux rés. | CFA                   | 20          | 0           | -           | -               | -               | -               | -                 | -                 | -                 | -          | -          | -          | -                              | -                              | -                              | -                              | 20    | 0     | 0     |
| 1999-2000             | Girondins de Bordeaux rés. | CFA                   | 23          | 0           | -           | -               | -               | -               | -                 | -                 | -                 | -          | -          | -          | -                              | -                              | -                              | -                              | 23    | 0     | 0     |
| Sous-total            | Sous-total                 | Sous-total            | 43          | 0           | -           | -               | -               | -               | -                 | -                 | -                 | -          | -          | -          | -                              | -                              | -                              | -                              | 43    | 0     | 0     |
| 2000-2001             | FC Libourne                | CFA                   | -           | -           | -           | -               | -               | -               | -                 | -                 | -                 | -          | -          | -          | -                              | -                              | -                              | -                              | 0     | 0     | 0     |
| 2001-2002             | FC Libourne                | CFA                   | 25          | 1           | -           | 4               | 0               | -               | -                 | -                 | -                 | -          | -          | -          | -                              | -                              | -                              | -                              | 29    | 1     | 0     |
| Sous-total            | Sous-total                 | Sous-total            | 25          | 1           | -           | 4               | 0               | -               | -                 | -                 | -                 | -          | -          | -          | -                              | -                              | -                              | -                              | 29    | 1     | 0     |
| 2002-2003             | Lille OSC                  | Ligue 1               | 20          | 0           | 0           | 3               | 0               | -               | 2                 | 0                 | -                 | -          | -          | -          | CI                             | 4                              | 0                              | -                              | 29    | 0     | 0     |
| 2003-2004             | Lille OSC                  | Ligue 1               | 20          | 3           | 0           | 1               | 0               | -               | 1                 | 0                 | -                 | -          | -          | -          | -                              | -                              | -                              | -                              | 22    | 3     | 0     |
| 2004-2005             | Lille OSC                  | Ligue 1               | 28          | 0           | 2           | 3               | 0               | -               | -                 | -                 | -                 | -          | -          | -          | CI+C3                          | 6+5                            | 0                              | 1+0                            | 42    | 0     | 3     |
| 2005-2006             | Lille OSC                  | Ligue 1               | 30          | 0           | 3           | 4               | 0               | -               | -                 | -                 | -                 | -          | -          | -          | C1+C3                          | 5+3                            | 0                              | 0                              | 42    | 0     | 3     |
| 2006-2007             | Lille OSC                  | Ligue 1               | 30          | 0           | 1           | 1               | 0               | -               | 2                 | 0                 | -                 | -          | -          | -          | C1                             | 10                             | 0                              | 0                              | 43    | 0     | 1     |
| Sous-total            | Sous-total                 | Sous-total            | 128         | 3           | 6           | 12              | 0               | -               | 5                 | 0                 | -                 | -          | -          | -          | -                              | 33                             | 0                              | 1                              | 178   | 3     | 7     |
| 2003-2004             | Lille OSC rés.             | CFA                   | 9           | 4           | -           | -               | -               | -               | -                 | -                 | -                 | -          | -          | -          | -                              | -                              | -                              | -                              | 9     | 4     | 0     |
| 2007-2008             | Girondins de Bordeaux      | Ligue 1               | 34          | 0           | 3           | 2               | 0               | 0               | -                 | -                 | -                 | -          | -          | -          | C3                             | 5                              | 0                              | 1                              | 41    | 0     | 4     |
| 2008-2009             | Girondins de Bordeaux      | Ligue 1               | 32          | 1           | 4           | 1               | 0               | 0               | 0                 | 0                 | 0                 | 1          | 0          | 0          | C1+C3                          | 5+1                            | 0                              | 0                              | 40    | 1     | 4     |
| 2009-2010             | Girondins de Bordeaux      | Ligue 1               | 33          | 0           | 2           | 1               | 0               | 0               | 3                 | 0                 | 0                 | 1          | 0          | 0          | C1                             | 9                              | 0                              | 0                              | 47    | 0     | 2     |
| 2010-2011             | Girondins de Bordeaux      | Ligue 1               | 20          | 0           | 0           | 0               | 0               | 0               | 1                 | 0                 | 0                 | -          | -          | -          | -                              | -                              | -                              | -                              | 21    | 0     | 0     |
| 2011-2012             | Girondins de Bordeaux      | Ligue 1               | 8           | 0           | 0           | -               | -               | -               | 1                 | 0                 | 0                 | -          | -          | -          | -                              | -                              | -                              | -                              | 9     | 0     | 0     |
| 2012-2013             | Girondins de Bordeaux      | Ligue 1               | 1           | 0           | 0           | -               | -               | -               | 1                 | 0                 | 0                 | -          | -          | -          | C3                             | 1                              | 0                              | 0                              | 3     | 0     | 0     |
| 2013-2014             | Girondins de Bordeaux      | Ligue 1               | 2           | 0           | 0           | 0               | 0               | 0               | 0                 | 0                 | 0                 | 0          | 0          | 0          | C3                             | 4                              | 0                              | 0                              | 6     | 0     | 0     |
| Sous-total            | Sous-total                 | Sous-total            | 130         | 1           | 9           | 4               | 0               | 0               | 6                 | 0                 | 0                 | 2          | 0          | 0          | -                              | 25                             | 0                              | 1                              | 167   | 1     | 10    |
| 2008-2009             | Girondins de Bordeaux rés. | CFA                   | 1           | 0           | -           | -               | -               | -               | -                 | -                 | -                 | -          | -          | -          | -                              | -                              | -                              | -                              | 1     | 0     | 0     |
| 2010-2011             | Girondins de Bordeaux rés. | CFA 2                 | 1           | 0           | -           | -               | -               | -               | -                 | -                 | -                 | -          | -          | -          | -                              | -                              | -                              | -                              | 1     | 0     | 0     |
| 2011-2012             | Girondins de Bordeaux rés. | CFA                   | 1           | 0           | -           | -               | -               | -               | -                 | -                 | -                 | -          | -          | -          | -                              | -                              | -                              | -                              | 1     | 0     | 0     |
| 2012-2013             | Girondins de Bordeaux rés. | CFA                   | 2           | 0           | -           | -               | -               | -               | -                 | -                 | -                 | -          | -          | -          | -                              | -                              | -                              | -                              | 2     | 0     | 0     |
| 2013-2014             | Girondins de Bordeaux rés. | CFA                   | 3           | 0           | -           | -               | -               | -               | -                 | -                 | -                 | -          | -          | -          | -                              | -                              | -                              | -                              | 3     | 0     | 0     |
| Sous-total            | Sous-total                 | Sous-total            | 8           | 0           | -           | -               | -               | -               | -                 | -                 | -                 | -          | -          | -          | -                              | -                              | -                              | -                              | 8     | 0     | 0     |
| 2012-2013             | AC Ajaccio (prêt)          | Ligue 1               | 12          | 0           | 0           | -               | -               | -               | -                 | -                 | -                 | -          | -          | -          | -                              | -                              | -                              | -                              | 12    | 0     | 0     |
| 2014-2015             | US Lège-Cap-Ferret         | CFA 2                 | 7           | 1           | -           | -               | -               | -               | -                 | -                 | -                 | -          | -          | -          | -                              | -                              | -                              | -                              | 7     | 1     | 0     |
| Total sur la carrière | Total sur la carrière      | Total sur la carrière | 362         | 10          | 15          | 20              | 0               | 0               | 11                | 0                 | 0                 | 2          | 0          | 0          | -                              | 58                             | 0                              | 2                              | 453   | 10    | 17    |

## Vie privée
Chalmé est producteur de vin avec son ancien coéquipier Johan Micoud.